# Muhàmmad al-Mahdí ibn Muhàmmad as-Sanussí
El sàyyid Muhàmmad al-Mahdí ibn Muhàmmad as-Sanussí (àrab: محمد المهدي بن محمد بن علي السنوسي, Muḥammad al-Mahdī b. Muḥammad b. ʿAlī as-Sanūsī) (?, 1844 - Kuru, Borku, 2 de juny de 1902) fou gran mestre de l'orde sanusiyya. Era fill del fundador, el sàyyid Muhàmmad ibn Alí as-Sanussí, a qui va succeir a la seva mort juntament amb el seu germà, el sàyyid Muhàmmad aix-Xarif.
Residint a Jaghbub des de 1856, va fer edificar allí una madrassa, una mesquita i un palau (en el qual va néixer el seu nebot, el futur rei Idris I de Líbia). En el seu temps la confraria va adquirir un poder extraordinari, gairebé com si fos un estat. El 1895, forçat pels otomans, es va haver de traslladar a Kufra, on va fundar la vila d'at-Taj («La Corona»), amb un oasi, una zàwiya i una mesquita. La confraria va arribar amb ell al cim del seu poder; va construir diverses zàwiyes o monestirs on es cultivava la terra i es pasturaven els ramats i va estendre la seva influència al sud, cap al Sultanat d'Ouadai i fins al llac Txad. Des de 1895 l'oasi de Kufra va esdevenir el centre del comerç del desert amb caravanes anant i venint del Sahel i del Magrib; els comerciants i viatgers van portar les regles sanusites a altres llocs com a Darfur i Kanem.
El 1899 es va traslladar a Kuru, al Borku, al modern Txad, on va morir el 2 de juny de 1902. El va succeir el sàyyid Àhmad ibn Muhàmmad as-Sanussí, que era fill del seu germà. La seva tomba es troba a at-Taj, que és un lloc de pelegrinatge per als sanusites.